# Castillo de Hervás
El Castillo de Hervás es una edificación defensiva cuyos orígenes se remontan al siglo XIII. Está situado en la propia localidad de Hervás, al norte de la provincia de Cáceres, España, en la parte más alta de la población, en las estribaciones de la Sierra de Gredos. Debido a que la «Iglesia de Santa María de Aguas Vivas» se construyó sobre los cimientos del castillo, con frecuencia se le conoce por el mismo nombre de la iglesia.

Localización de Hervás en la provincia de Cáceres.

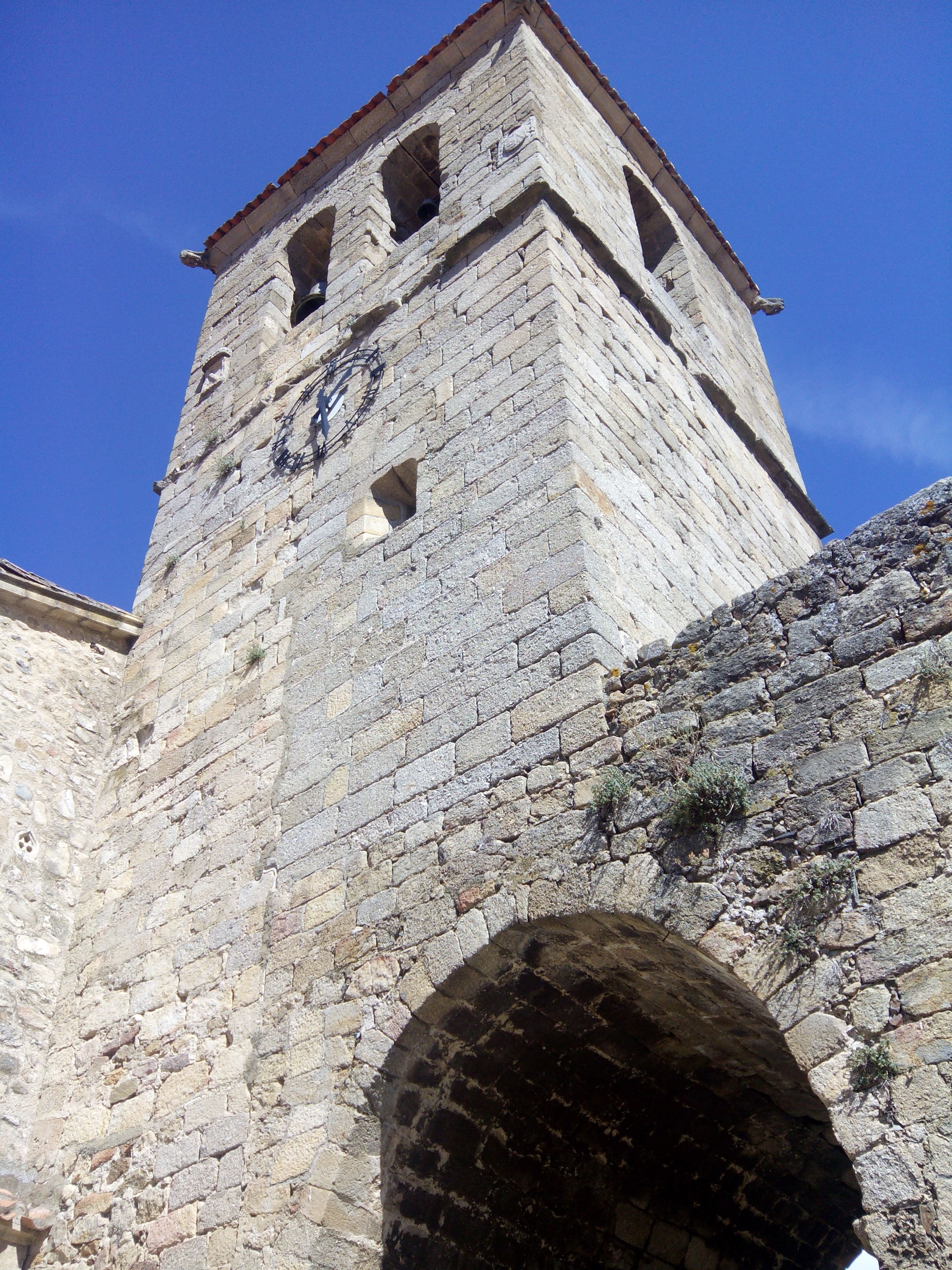
Arco y cimientos de la torre de la iglesia, pertenecientes al castillo.

## Descripción
El castillo tenía planta rectangular, con el lado mayor mucho más largo que el menor, acomodando su forma a la cresta del terreno, la zona más alta del primer asentamiento que hubo en esa zona. La parte inferior del mismo, que es lo que se conserva, forma parte de los cimientos de la iglesia parroquial. La cimentación de la torre-campanario de esta iglesia es la parte inferior de la torre del castillo. El castillo tenía en sus principios una iglesia en el interior que, mediante reformas y añadidos posteriores se convirtió en el monumento que más destaca sobre el pueblo: la Iglesia de Santa María de Aguas Vivas. También queda un arco que posiblemente fuese uno de los principales accesos al castillo.

## Historia
A finales del siglo XII, cuando reinaba  Alfonso VIII, también llamado el de Las Navas, los caballeros de la Orden del Temple edificaron una ermita donde ahora se encuentra la población de Hervás pero fueron expulsados en el siglo siguiente. Alrededor del castillo se estableció en el siglo XV una comunidad  judía importante que se extendió monte abajo hacia el río Ambroz. Posteriormente se fueron haciendo modificaciones en la fortificación de tal modo que en el siglo XVII esta había perdido gran parte de sus peculiaridades como construcción defensiva.
Durante los años 2000, se llevaron a cabo labores de reconstrucción y remodelación en los alrededores del Castillo, creando un mirador y permitiendo el acceso a visitantes, a una zona que antes no estaba habilitada para el público en general.